# Mojo (Kalitidu)
Mojo is een bestuurslaag in het regentschap Bojonegoro van de provincie Oost-Java, Indonesië. Mojo telt 1138 inwoners (volkstelling 2010).